# Jean Andreau (historien)
Pour l’ingénieur, voir Jean Andreau.
Jean Andreau est un historien et universitaire français, né en 1939, spécialiste de l'économie et de la société du monde romain.

## Biographie
Ancien élève de l'École normale supérieure (promotion 1960) et ancien membre de l'École française de Rome, il fut à la fois l'élève Pierre Grimal, de Julien Guey et de Claude Nicolet. Maître de conférences de 1979 à 1987, il devint ensuite directeur d'études à l'École des hautes études en sciences sociales de 1988 à sa retraite.
Sa thèse soutenue en 1972 à l'université de Strasbourg portait sur Lucius Caecilius Jucundus et fut publiée par l'École française de Rome en 1974. Sa thèse d'État, soutenue en 1972 à Paris IV portait sur la vie financière dans le monde romain et fut également publiée par l'EFR.

## Publications
Liste non exhaustive.

### Ouvrages
- Jean Andreau, Les Affaires de Monsieur Jucundus, Rome, École française de Rome, coll. « Collection de l'École française de Rome » (no 19), 1974, 387 p. (BNF 34569912, lire en ligne)
- Jean Andreau, La Vie financière dans le monde romain : les métiers de manieurs d'argent : IVe siècle av. J.-C. - IIIe siècle ap. J.-C., Rome, École française de Rome, coll. « Bibliothèque des Écoles françaises d'Athènes et de Rome » (no 265), 1987, 780 p. (ISBN 2-7283-0142-5, lire en ligne)
- Jean Andreau, Patrimoines, échanges et prêts d'argent : l'économie romaine, Rome, L'Erma di Bretschneider, coll. « Saggi di storia antica » (no 12), 1997, 432 p. (ISBN 88-7062-976-7, lire en ligne)
- Jean Andreau, La banque et les affaires dans le monde romain : IVe siècle av. J.-C.-IIIe siècle ap. J.-C., Paris, Seuil, coll. « Points / Histoire » (no 285), 2001, 330 p. (ISBN 2-02-047759-9)
- Jean Andreau, L'économie du monde romain, Paris, Ellipses, coll. « Le monde, une histoire / Mondes anciens », 2010, 281 p. (ISBN 978-2-7298-5331-0)
- Jean Andreau et Raymond Descat, Esclave en Grèce et à Rome, Paris, Hachette littératures, 2006, 306 p. (ISBN 2-01-235371-1)

### Articles
- « Le système monétaire partiellement ‘fermé’ de l’Égypte romaine », in L’exception égyptienne ? Production et échanges monétaires en Égypte hellénistique et romaine, Frédérique Duyrat et Olivier Picard, Le Caire, IFAO, 2005, p. 329–338.
- « L’Agricola de Biha Bilta, ‘qui s’est acquitté de sa ferme’ », in Territoires et paysages de l’Âge de Fer au Moyen Âge, Mélanges offerts à Philippe Leveau, A. Bouet et Fl. Verdin, Bordeaux, Ausonius, 2005, p. 243–246.
- « Une cité prospère de Campanie », L’Histoire, no 288, juin 2004, p. 52–55.
- « Esclavage antique et rentabilité économique », in J. Andreau et H. Bruhns (dir.), « Sociologie économique et économie de l’Antiquité, À propos de Max Weber », Cahiers du Centre de Recherches Historiques, no 34, octobre 2004, p. 159–166.
- « L’irrésistible célébration des élites municipales », in M. Cébeillac-Gervasoni, L. Lamoine et Fr. Trément (dir.), Autocélébration des élites locales dans le monde romain, Contexte, Textes, Images (IIe s. av. J.-C. – IIIe s. ap. J.-C.), Clermont-Ferrand, Centre de Recherches sur les Civilisations Antiques, 2004, p. 527–534.
- « John d’Arms and the Economic interests of the Roman Elite », in A. Gallina Zevi et J. H. Humphrey (dir.), Ostia, Cicero, Gamala, Feasts & the Economy, Papers in Memory of John H. d’Arms, Portsmouth (Rh. I.), 2004, p. 137–141.
- « Structure et function du livre de comptes de Kellis », Comptes rendus de l’Académie des inscriptions et Belles Lettres, 2004 (janvier-mars), p. 431–443.
- « Remarques conclusives », dans le cadre du dossier « Les élites locales et la terre à l’époque romaine », Histoire et sociétés rurales, no 19, 1er semestre 2003, p. 151–157.
- « Vie financière dans les deux moitiés de l’Empire romain : remarques comparatives », in Laurea internationalis, Festschrift für Jochen Bleicken zum 75. Geburtstag, sous la direction de Th. Hantos, Wiesbaden, Franz Steiner, 2003, p. 9–25.
- « Présence des cités et des hiérarchies civiques dans les tablettes de Pompéi », in Tâches publiques et entreprise privée dans le monde romain, Jean-Jacques Aubert (dir.), Genève, Droz, 2003, p. 229–248.
- « Les commerçants, l’élite et la politique romaine à la fin de la République (IIIe – Ier siècles av. J.-C.) », in C. Zaccagnini (dir.), Mercanti e politica nel mondo antico, Rome, « L’Erma », 2003, p. 217–243.